# Cassina Rizzardi
Cassina Rizzardi település Olaszországban, Lombardia régióban, Como megyében. Lakosainak száma 3294 fő (2023. január 1.). Cassina Rizzardi Bulgarograsso, Fino Mornasco, Guanzate, Luisago és Villa Guardia községekkel határos.

## Népesség
A település lakossága az elmúlt években az alábbi módon változott:
| Lakosok száma | 3324 | 3351 | 3294 |
|               | 2017 | 2018 | 2023 |